# Sympathy (中林芽依の曲)
「Sympathy」（シンパシー）は、中林芽依の2作目のシングル。2005年（平成17年）8月3日にユニバーサルシグマから発売された。

## 解説
デビュー2作目となる表題曲「Sympathy」は、サウンドプロデュースにAKIRAを迎えた楽曲。「夏っぽいパーティーソングで、前作と違いキャッチーなメロディーが私にとって難しかった。でもカラオケで歌ってもらえやすいかも。楽しんで聴いて欲しいです。」と中林は語っている。
カップリングの「Can't Get'em Enough」はMiss Mondayをフィーチャリングした楽曲。ラップをMiss Mondayが担当している。「Papa Don't Preach」はマドンナのカバー曲である。

## 収録曲
1. Sympathy [4:41]
作詞：川村真澄、作曲：Sin、編曲：AKIRA
2. Can't Get'em Enough [4:34]
作詞：幸・Miss Monday、作曲・編曲：春川仁志
3. Papa Don't Preach [4:13]
作詞・作曲：ブライアン・エリオット、編曲：田中知之・熊原正幸
  - マドンナのカバー
4. Sympathy （Instrumental）